# George Anderson (labdarúgó)
George Walter Anderson (1893 január, Cheetham, Manchester - 1959) angol labdarúgó volt. Pályafutása 1911-ben kezdődött a Manchester Unitednél, ahol szélsőként szerepelt. Anderson 39 gólt szerzett a United színeiben és szintén 39-szer volt eredményes az első világháború alatti nem hivatalos időszakban.
Anderson később bundabotrányba keveredett, ami véget vetett karrierjének. 1917. december 29-én, egy Burnley elleni meccsen megpróbálta megvesztegetni a játékvezetőt. Ezt csapattársai észrevették és panaszt tettek a csapat elnökénél. 1918. január 8-án kitiltották az Old Traffordról. Négy nappal később ismét megpróbált lefizetni egy játékvezetőt, ezúttal egy Everton–Blackpool összecsapás előtt. Február 20-án az Angol Labdarúgó Liga örökre eltiltotta a labdarúgástól.
Anderson ezután az Egyesült Államokba, Elk Citybe emigrált, ahol 1959-ben bekövetkezett haláláig élt.